# Jean-Loup Motchane
Pour les articles homonymes, voir Motchane.
Jean-Loup Motchane, né le 24 janvier 1933 à Paris et mort le 9 octobre 2024 dans la même ville, est un physicien français.

## Biographie
Après une scolarité au lycée Pasteur de Neuilly-sur-Seine, Jean-Loup Motchane sort diplômé en 1957 de la 72ème promotion de l'ESPCI. Il est l'auteur d'une thèse intitulée Nouvel effet de polarisation nucléaire à la Faculté des sciences de Paris.
Docteur ès sciences physiques en 1961, il est ensuite professeur à la Faculté des sciences de Paris, puis professeur à l'Université Paris Diderot, directeur de la direction de la coopération scientifique et technique du ministère des affaires étrangères (1981), membre du conseil d'administration du Centre national pour l'exploitation des océans (CNEXO) et membre du conseil scientifique d'Attac France. 
Il est aussi l'auteur d'un certain nombre d'articles publiés dans la presse sur divers sujets politiques, en particulier dans le Monde diplomatique.
Il obtient la médaille de bronze du CNRS en 1961.

## Famille
Jean-Loup Motchane est le fils de l'homme d'affaires et mathématicien Léon Motchane, fondateur de l'IHES, et le frère de l'homme politique Didier Motchane, figure du Parti socialiste.

## Publications
- Pauvres, votre argent les intéresse, Manière de voir, octobre 2011
- Histoire de la folie à l'Âge moderne, troisième partie: La régression sécuritaire et la victimisation de la société, Agenda de la pensée contemporaine, numéro 19, hiver 2010
- Histoire de la folie à l’âge moderne, deuxième partie: De la psychiatrie à la santé mentale, Agenda de la pensée contemporaine, décembre 2010
- Histoire de la folie à l’Âge moderne, première partie: Grandeur et décadence de la psychiatrie, Agenda de la pensée contemporaine, décembre 2010
- Ambiguités de l'économie sociale et solidaire, Le Monde diplomatique, février-mars 2009
- L’université sans condition, Agenda de la pensée contemporaine, février 2009
- Si l’OMS voulait changer le monde, Manière de voir, février-mars 2004
- Cet élément si fragile, Manière de voir, septembre 2002
- Quand l’OMS épouse la cause des firmes pharmaceutiques, Le monde diplomatique, juillet 2002.
- Health for all or riches for some: who's responsible?, Le monde diplomatique, juillet 2002
- Alibis ou solutions de rechange au libéralisme: ces territoires méconnus de l’économie sociale et solidaire, Le monde diplomatique, juillet 2000
- Les SCOP avec le mouvement social, Le monde diplomatique, juillet 2000
- Génoplante ou la privatisation des laboratoires publics, Le monde diplomatique, septembre 1999
- L'utilité sociale, plutôt que la logique du profit: le micro-crédit alibi de la privatisation de l'aide au développement, Le monde diplomatique, avril 1999
- Le vagabondage des déchets toxiques, avec Michel Raffoul, Manière de voir, numéro 38, mars-avril 1998
- Limiter les dégâts des médias, Le monde diplomatique, février 1998
- L'université française reste à fonder, avec Jean Chesneaux, Libération, mars 1996
- L'homme en danger de science?, Le monde diplomatique, mai 1992
- Chercher, inventer, innover dans sa langue, dans Quelles langues pour la science?, dirigé par Bernard Cassen, La découverte, 1990
- La technologie au service du tiers monde? Le miracle n'a pas eu lieu, Le monde diplomatique, février 1989
- Quand la boulimie de la demande rencontre ses limites: le modèle énergétique remis en question, Le monde diplomatique, octobre 1986